# Молитва

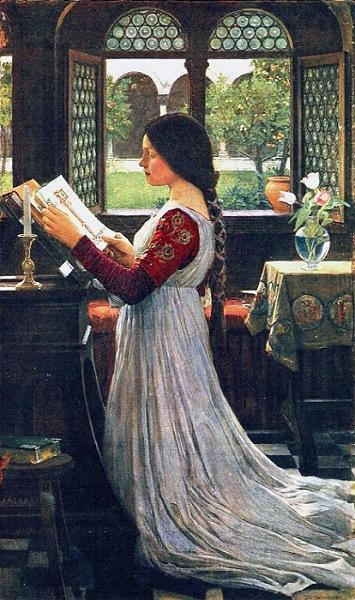
Міссал, 1902 Джон Вільям Вотергаус

Моли́тва — звернення віруючого до Бога, богів, інших надприродних або асоційованим з Богом істот, а також канонізований текст цього звернення.
Вона часто приймає вид поклоніння, вихваляння, прохання чи просто викладу своїх думок. Молитва також часто приймає форми обряду.
Молитва — це заклик або дія, спрямована на встановлення контакту з об'єктом поклоніння через цілеспрямовану комунікацію. У вузькому розумінні цей термін означає акт благання або заступництва, спрямований до божества чи обожествленого предка. У більш широкому розумінні молитва може також мати на меті подяку або прославлення, а в порівняльному релігієзнавстві тісно пов'язана з більш абстрактними формами медитації та з заклинаннями або чарами.
|                        | Пильнуйте й моліться, щоб не впасти в спокусу, бадьорий бо дух, але немічне тіло! (Мт 26:41) |
| — Євангеліє від Матвія |                                                                                              |

|              | Господь близький всім, хто взиває до Нього, хто правдою кличе Його! Волю тих, хто боїться Його, Він сповняє, і благання їх чує та їм помагає (Пс 145:18-19) |
| — Псалом 145 | |

## Молитва у християнстві
Молитва є бесіда або розмова наша з Богом. Християнство стверджує що вона необхідна для нас так само, як повітря і їжа, бо все від Бога і немає нічого свого: життя, здібності, здоров'я, їжа і все дається нам Богом. Тому і в радості, і в печалі, і коли що нам потрібно, християни повинні звертатися до Бога з молитвою. В основі християнства лежить не сума якихось абстрактних знань, але живий досвід спілкування з Богом як з Отцем Небесним. Тому християнина який не молиться неможливо собі уявити. Саме молитва дозволяє відчути християнам радість присутності Бога в житті. Для людини, яка молиться Бог — не абстрактна ідея, але знайома і улюблена особистість, що йде з людиною по життю. Молитися — це означає перебувати в тому особливому внутрішньому стані, коли духовне начало в людині входить в таємниче і безпосередній дотик з Богом і потойбічним невидимим світом.
Молитва є приношення розуму і серця до Бога, є благоговійним словом людини до Бога. Зразком для всіх молитов або загальної християнської молитви, безсумнівно, повинно назвати Молитву Господню Отче наш, яку Господь наш Ісус Христос навчив апостолів і яку вони передали всім вірним в Ісуса.

## Новий Заповіт про молитву
|                      | І промовив Господь: Симоне, Симоне, ось сатана жадав вас, щоб вас пересіяти, мов ту пшеницю. Я ж молився за тебе, щоб не зменшилась віра твоя; ти ж колись, як навернешся, зміцни браттю свою! (Лк 22:31-32) |
| — Євангеліє від Луки | |

|                                   | Отже, признавайтесь один перед одним у своїх прогріхах, і моліться один за одного, щоб вам уздоровитись. Бо дуже могутня ревна молитва праведного! (Як 5:16) |
| — Соборне послання апостола Якова | |

|                                     | Так само ж і Дух допомагає нам у наших немочах; бо ми не знаємо, про що маємо молитись, як належить, але Сам Дух заступається за нас невимовними зідханнями (Рим. 8:26) |
| — Послання апостола Павла до римлян | |

|                                      | Будьте тривалі в молитві, і пильнуйте з подякою в ній! (Кол. 4:2) |
| — Послання апостола Павла до колосян |                                                                   |

|                                         | Кінець же всьому наблизився. Отже, будьте мудрі й пильнуйте в молитвах! (1 Петр. 4:7) |
| — Перше соборне послання апостола Петра |                                                                                       |

## Найпопулярніші християнські молитви
Молитви Господу:
- «Отче наш» — головна молитва у християнстві, поряд з Ісусовою молитвою та Молитвою Пресвятої Тройці, Символ віри, Трисвяте (Трисвята пісня), Молитва до Святого Духа
- Псалом 50 (покаянний) — один із найбільш вживаних псалмів у богослужіннях та молитовних правилах
- Псалом 90 (заступницький)
- Псалом 118 — псалом-акровірш (азбучна молитва) на 176 віршів, найдовший розділ у Біблії
- Молитва Ісусу Христу про визволення від спокуси
- Недільна молитва до Пресвятої Тройці
- Католичні молитви Ісусу Христу[en], Anima Christi[ru]

Молитви Богородиці та святим:
- Достойно єсть, Ave Maria
- Молитва Йосифу Обручнику
- s:Молитва до святого Івана Предтечі
- Молитва Георгію (Юрію) Переможцю про допомогу воїнам
- Молитва Пантелеймону при будь-яких захворюваннях
- Молитва св. Олексію, чоловіку Божому про визволення від гордості
- Молитва до святого отця Миколая
- Молитва св. Івана Золотоустого на кожну годину дня
- Молитва Франциска Ассізького

Молитви силам Небесним: 
- Молитва Архангелу Михаїлу
- Молитва до Чесного Христа
- s:Молитва до ангела хоронителя,

Молитви-прохання: Молитви при трапезі, Молитва перед початком доброї справи, Молитва перед читанням святого Євангелія,
Молитва-подяка (молитва-прославлення): Молитва-подяка за отримані ласки, Хвалебні псалми (148-150)

## Історія християнської молитви
Історія християнської молитви
Плач Єремії — одна з найкоротших книг Біблії, важлива частина у молитв на Страсний тиждень
Книга Од — молитви й пісні (кантикули) зі Старого й Нового Завітів, Молитва Манасії, Молитва Ісуса, сина Сіраха
23 Коли ж їх відпустили, вони до своїх прибули́ й сповістили, про що́ первосвященики й старші до них говорили.
24 Вони ж, вислухавши, однодушно свій голос до Бога підне́сли й промовили: „Владико, що небо, і землю, і море, і все, що в них є, Ти створив!
25 Ти уста́ми Давида, Свого слуги́, отця нашого, сказав Духом Святим: „Чого люди бунтуються, а наро́ди задумують ма́рне?
26 Повстають царі зе́мні, і збираються старші докупи на Господа та на Христа Його“.
27 Бо справді зібралися в місці оцім проти Отрока Святого Твого Ісуса, що Його намастив Ти, Ірод та По́нтій Пилат із поганами та з наро́дом Ізраїлевим,
28 учинити оте, що рука Твоя й воля Твоя наперед встановили були, щоб збуло́ся.
29 І тепер споглянь, Господи, на їхні погрози, і дай Своїм рабам із повною сміли́вістю слово Твоє повіда́ти,
30 коли руку Свою простягатимеш Ти на вздоро́влення, і щоб знаме́на та чуда чинились Ім'я́м Твого Святого Отрока Ісуса“.

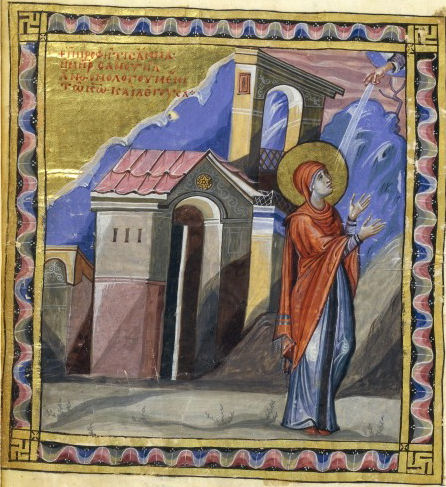
Молитва пророчиці Анни, Паризький Псалтир (X ст.)

14 та й сказав: „Господи, Боже Ізраїлів! Нема подібного Тобі Бога на небі та на землі! Ти стереже́ш заповіта та милість для Своїх рабів, що ходять перед Твоїм лицем усім своїм серцем.
15 Ти спо́внив Своєму рабові Давидові, батькові моєму, те, що говорив йому. І говорив Ти йому Своїми устами, а рукою Своєю ви́повнив, як цього дня.
16 А тепер, Господи, Боже Ізраїлів, спо́вни для Свого раба Давида, мого батька, те, що говорив Ти йому, кажучи: Не переведе́ться з-перед лиця Мого ніхто з тих, що мають сидіти на Ізраїлевому троні, якщо тільки сини твої будуть доде́ржувати своїх доріг, щоб ходити в Зако́ні Моїм, як ти ходив перед лицем Моїм.
17 А тепер, Господи, Боже Ізраїлів, нехай буде запе́внене слово Твоє, яке Ти говорив рабові Своєму Давидові.
18 Бо чи ж справді Бог сидить з люди́ною на землі? Ось небо та небо небе́с не обіймають Тебе, — що́ ж тоді храм цей, що я збудував?
19 І Ти зве́рнешся до молитви Свого раба та до його блага́ння, Господи, Боже мій, щоб почути по́клик та молитву, якою раб Твій мо́литься перед лицем Твоїм,
20 щоб очі Твої були відкриті на цей храм удень та вночі, на те місце, про яке Ти сказав, що покладе́ш Ім'я́ Своє там, щоб почути молитву, якою буде моли́тися Твій раб на цьому місці.
21 І Ти бу́деш прислуха́тися до блага́нь Свого раба та Свого народу, Ізраїля, що будуть молитися на цьому місці. І Ти почуєш із місця Свого пробува́ння, із небе́с — і почуєш, і пробачиш.
22 Якщо згрішить люди́на проти свого бли́жнього, і буде примушена прине́сти клятву, щоб присягнути, і клятва при́йде перед Твоїм же́ртівником у цьому храмі,
23 то Ти почуєш із небе́с, і зробиш, і розсу́диш Своїх рабів, — обвинува́тиш несправедливого, щоб дати його дорогу на його го́лову, й усправедли́виш справедливого, щоб дати йому за його справедливістю.
24 А якщо Твій наро́д, Ізра́їль, бу́де вда́рений ворогом, бо прогрішив Тобі, і коли вони зве́рнуться, і бу́дуть хвалити Ім'я́ Твоє, і будуть молитися, і будуть благати Тебе в цьому храмі,
25 то Ти почуєш із небе́с, і про́стиш гріх народу Свого, Ізраїля, і ве́рнеш їх до землі, яку дав Ти їм та їхнім батькам!
26 Коли затримається небо, і не буде дощу, бо прогріша́ться Тобі, то вони помоляться на цьому місці, і будуть сла́вити Ім'я́ Твоє, — і з гріха́ свого наве́рнуться, бо Ти будеш їх впокоря́ти, —
27 то Ти почу́єш на небеса́х, і пробачиш гріх Своїх рабів та народу Свого, Ізраїля, бо покажеш їм ту добру дорогу, якою вони пі́дуть, і Ти даси дощ на Край Свій, якого Ти дав Своєму наро́дові на спа́дщину!
28 Голод коли бу́де в Краю́, морови́ця коли буде, посу́ха, жовта́чка, сарана́, черва́ коли буде, коли його вороги гноби́тимуть його́ в Краї міст його, коли буде яка пора́за, яка хвороба, —
29 усяка молитва, усяке блага́ння, що буде від якої люди́ни чи від усього наро́ду Твого́, Ізраїля, коли кожен буде знати пора́зу свою та горе своє, і простя́гне руки свої до цього храму,
30 то Ти почуєш із небе́с, із місця постійного пробува́ння Свого́, — і пробачиш, і даси тому чоловікові за всіма́ його дорогами, бо Ти знаєш серце його, бо Ти один знаєш серце лю́дських синів,
31 щоб вони боялися Тебе, і ходили Твоїми дорогами по всі дні, які вони житимуть на поверхні землі, яку Ти дав батька́м нашим!
32 Також і чужи́нця, який не з наро́ду Твого, Ізраїля, і він при́йде з далекого кра́ю ради Йме́ння Твого́ великого, і руки́ Твоєї Сильної та раме́на Твого ви́тягненого, і при́йде, і помо́литься в цьому храмі,
33 то Ти почуєш це з небе́с, місця постійного пробува́ння Свого, і зробиш усе, про що буде кликати до Тебе той чужи́нець, щоб усі наро́ди землі пізнали Ім'я́ Твоє, та щоб боялися Тебе, як народ Твій, Ізра́їль, і щоб пізнали вони, що Ім'я́ Твоє покликане над оцім храмом, що я збудував!
34 Коли народ Твій ви́йде на війну на своїх ворогів, доро́гою, якою Ти пошле́ш їх, і помо́ляться вони до Тебе в напрямі до цього міста, що Ти вибрав його, та храму, що я збудував для Ймення Твого,
35 то почуєш Ти з небе́с їхню молитву та їхнє блага́ння, — і вчиниш їм суд!
36 Коли вони згріша́ть Тобі, — бо немає люди́ни, щоб вона не згріши́ла, — і Ти розгніваєшся на них, і даси їх во́рогові, а їхні поневі́льники ві́зьмуть їх до неволі до кра́ю далекого чи близько́го,
37 і коли вони при́йдуть до розуму в краю́, куди взяті до неволі, і наве́рнуться, і бу́дуть блага́ти Тебе в краю́ своєї неволі, говорячи: Ми згрішили, скривили дорогу свою, і були ми несправедливі,
38 і коли вони наве́рнуться до Те́бе всім своїм серцем і всією́ душею своєю в краю́ своєї неволі, куди їх понево́лили, і помоляться в напрямі до свого Кра́ю, що Ти дав їхнім батькам, і в напрямі міста, яке Ти вибрав, та храму, що я збудував для Ймення Твого́,
39 то Ти почуєш із небе́с, із постійного місця пробува́ння Свого́, їхню молитву та їхні блага́ння, і вчи́ниш їм суд, і про́стиш Своє́му наро́дові, що вони згрішили Тобі!
40 Тепер, Боже мій, благаю, нехай будуть очі Твої відкриті, а уші Твої наста́влені на слу́хання молитви цього місця!
41 А тепер, — Устань же, о Господи, Боже, на Свій відпочи́нок, Ти й ковчег сили Твоєї! Священики Твої, о Господи Боже, нехай у спасі́ння зодя́гнуться, а побо́жні Твої хай добром веселя́ться!
1 І молилася Анна та й проказала:

Звеселилося Господом серце моє, мій ріг став високим у Господі! Розкрилися уста мої на моїх ворогів, бо радію з спасіння Твого!

2 Немає святого, подібного Господу, немає нікого, крім Тебе, і скелі немає, як Бог наш!

3 Більше не говоріть зарозуміло, нехай з ваших уст не виходить зухвальство, бо Господь Бог знання, і Він упляновує вчинки!

4 Лук сильних поламаний, а немічні оперезалися силою!

5 Наймаються ситі за хліб, а голодні відпочивають, аж неплідна сімох породила, а многодітна знесиліла.

6 Господь побиває й оживлює, до шеолу знижає й підносить до неба.

7 Господь зубожує та збагачує, понижує Він та звеличує.

8 Підіймає нужденного з пороху, підносить убогого зо смітників, щоб посадити з вельможами й престол слави їм дать на спадщину, бо Господні основи землі, і на них Він поставив вселенну.

9 Він ноги святих Своїх стереже, нечестиві ж погинуть у темряві, бо сильним не з сили стає чоловік.

15 І Єзекія молився перед Господнім лицем, говорячи:

16 Господи Саваоте, Боже Ізраїлів, що сидиш на Херувимах! Ти Той єдиний Бог для всіх царств землі, Ти створив небеса та землю!

17 Нахили, Господи, ухо Своє та й почуй! Відкрий, Господи, очі Свої та й побач, і почуй всі слова Санхеріва, що прислав ображати Живого Бога.

18 Справді, Господи, асирійські царі попустошили всі народи та їхні краї.

19 І кинули вони їхніх богів на огонь, бо не боги вони, а тільки чин людських рук, дерево та камінь, і понищили їх.

1 Молитва Мойсея, чоловіка Божого. Господи, пристано́вищем нашим Ти був з роду в рід!

2 Пе́рше ніж го́ри наро́джені, і поки Ти витворив землю та світ, то від віку й до віку — Ти Бог!

3 Ти люди́ну вертаєш до по́роху, і кажеш: „Вернітеся, лю́дські сини!“

4 Бо в оча́х Твоїх тисяча літ, — немов день той вчорашній, який проминув, й як сторо́жа нічна́.

5 Пустив Ти на них течію́, вони стали, як сон, вони, як трава, що мина́є:

6 уранці вона розцвітає й росте, — а на вечір зів'я́не та со́хне!
7 Бо від гніву Твого ми ги́немо, і пересердям Твоїм перестра́шені, —
8 Ти наші прови́ни поклав перед Себе, гріхи ж нашої мо́лодости — на світло Свого лиця!

9 Бо всі наші дні промайну́ли у гніві Твоїм, скінчи́ли літа́ ми свої, як зідха́ння.

10 Дні літ наших — у них сімдеся́т літ, а при силах — вісімдеся́т літ, і го́рдощі їхні — стражда́ння й марно́та, бо все швидко минає, і ми відліта́ємо.

11 Хто відає силу гніву Твого́? А Твоє пересе́рдя — як страх перед Тобою!

12 Навчи нас лічи́ти отак наші дні, щоб ми набули́ серце мудре!

13 Привернися ж, о Господи, — доки терпі́тимемо? — і пожалій Своїх рабів!

14 Насити́ нас ура́нці Своїм милосердям, і ми бу́демо співати й радіти по всі наші дні!

15 Порадуй же нас за ті дні, коли Ти впокоря́в нас, за ті ро́ки, що в них ми зазнали лихого!

16 Нехай ви́явиться Твоє ді́ло рабам Твоїм, а вели́чність Твоя — їхнім сина́м,

МОЛИТВА ДО БОГА УСІЄЇ ЗЕМЛІ НАШОЇ
Молю Тебе, о Владико, Царю і Боже наш, високий і славний Чоловіколюбче, нагороджуючи за труд, славу і честь, і навертаючи в прихильників Царства свого, благим будучи, пом’яни і нас, убогих твоїх, бо ім’я Твоє — Чоловіколюбець!
Хоча й справ добрих не маємо, та, заради милості Твоєї великої, спаси нас, бо ми люди Твої, вівці пастви Твоєї і отара, яку віднедавна почав Ти пасти, вирвав із згуби ідолослужіння. Пастирю добрий, що поклав душу за овець своїх, не залишай нас, оскільки і досі блукаємо, не отвергай нас, оскільки і досі согрішаємо перед Тобою, подібно новопридбаним рабам, які ні в чому не здатні догодити своєму панові. Не погнушайся стада малого, а скажи до нас: «Не бійся, черідко мала! Бо благоволить Отець ваш небесний дати вам царство!» (Лк 12:32).
Багатий милістю і благий щедротами обіцявся приймати тих, що розкаються, і, очікуючи навернення грішних, не пом’яни многих гріхів наших, прийми нас, звертаємося до Тебе, загладь записані гріхи наші, потамуй гнів, яким Тебе розгнівили, Чоловіколюбче! Тибо єси Господь, Владика і Творець, у владі Твоїй — жити нам чи умерти. Упокорь милостиво гнів, який заслужили ми ділами нашими, відведи від нас спокуси, бо ми земля лише і порох, і не чини суд над рабами своїми. Ми люди Твої, Тебе шукаємо, до Тебе припадаємо, Тебе молимо: нагрішили і зла накоїли, не дотрималися і не зробили, як Ти нам заповідав. Земними будучи, до земних прихилилися і лукавство чинили перед лицем слави Твоєї. Похотям тілесним віддалися, стали рабами гріха і печалей житейських, були втікачами від свого володаря, убогими на добрі діла, окаянними у житті злому.
Каємось, просимо, молимо! Каємося за наші злі діла, просимо: хай страх перед Тобою вселиться в серця наші! Молимо: на Страшному суді помилуй нас! Спаси нас, вияви щедрість, доглянь, відвідай, змилосердся, помилуй, бо Твої єсьмо. Твоє творіння, Твоєї руки діло. Коли ж беззаконня чиє побачиш, Господи Боже, хто вистоїть? А коли воздаси кожному по ділах його, то хто спасеться? Від Тебе прощення, від Тебе милість і рятунок великий. І душі наші в руці Твоїй, і подих наш — з волі Твоєї! Відтоді, як доброзичливо доглядаєш нас, — благоденствуємо, коли ж глянеш у гніві, — щезнемо як вранішня роса, бо не втримається порох перед бурею, а ми перед гнівом Твоїм. Але як творіння Твоє, у Творця свого милості просимо: «Помилуй нас, Боже, з великої милості Твоєї» (Пс 51:3), бо все добре — від Тебе на нас, а все неправедне — від нас до Тебе, бо всі ухилялись, всі разом — негідні! Жодного нема серед нас, щоб про небесне старався і жив ним, але всі про земне, всі про печалі житейські, бо збідніла земля на праведників (Пс 12:2) і не тому, що Ти залишив і злегковажив нас, але тому, що ми не шукаємо Тебе, а про видиме стараємось. А тому боїмося, що вчиниш із нами, як в Єрусалимі з тими, що залишили Тебе і не пішли Твоїм шляхом. Але не вчити з нами, як із ними. За діла наші, а не за гріхи воздай нам. Але терпи нас, і ще довго терпи. Зупини вогонь гніву Свого, направлений на нас, рабів Твоїх, сам навертай нас на істину Твою, навчай нас творити волю Твою, бо Ти єси Бог наш, а ми — народ Твій, частка Твоя, Твоє надбання. Не здіймаємо-бо рук наших до бога чужого, не пішли за якимось ложним пророком, ані єретичного вчення не сповідуємо, але до Тебе, правдивого Бога, волаєм, і до Тебе, на небесах сущого, очі наші возводимо, до Тебе руки наші здіймаємо, Тобі молимося.
Одпусти гріхи нам, бо Ти добрий Чоловіколюбець! Помилуй нас, бо Ти закликаєш грішників до покаяння! І на страшному Твоєму суді не переч стояти нам одесную Тебе і зроби нас учасниками благословення праведників.
І допоки стоятиме світ, не допускай на нас напасті спокуси, не віддай нас у руки чужинців, щоб не прозвався город Твій городом невільників, а стадо Твоє — зайдами в землі не своїй, і хай не скажуть інші країни: «Де Бог їхній?» (Пс 76:10).
Не ввергни нас у скорботу і голод і не допусти даремних жертв, вогню, потопу, хай не зневіряться нетверді вірою! Менше карай, а щедро милуй, легко вражай, а милостиво ізціляй; трохи опечаль і швидко звесели, бо не знесе наше єство тривалого гніву Твого, як стеблина вогню.
Але стримай гнів, змилосердься, бо Тобі належить помилувати й спасти. Тож продовж милість Твою на людей Твоїх: тих, що йдуть раттю, прожени, мир утверди, ворожі країни усмири, голод поверни в достаток, князями нашими постраши сусідні країни, боярам пошли мудрості, городи умнож, церкву Твою плекай — багатство своє бережи. Мужів, і жон їхніх, і дітей спаси. Сущих у рабстві, в полоні, в ув’язненні, в путах, у плаванні, в темниці, у голоді й спразі, в наготі, — всіх помилуй, усіх потіш, усіх обрадуй, сотвори їм радість і тілесну і душевну. Молитвами й моліннями пречистої Матері Твоєї і святих небесних сил, і предтечі Твого Іоанна Хрестителя, апостолів, пророків, мучеників, преподобних, молитвами усіх святих — змилосердься над нами і помилуй нас! Хай милістю Твоєю пастимося в єдності віри разом, весело і радісно!

## Святі Про молитву

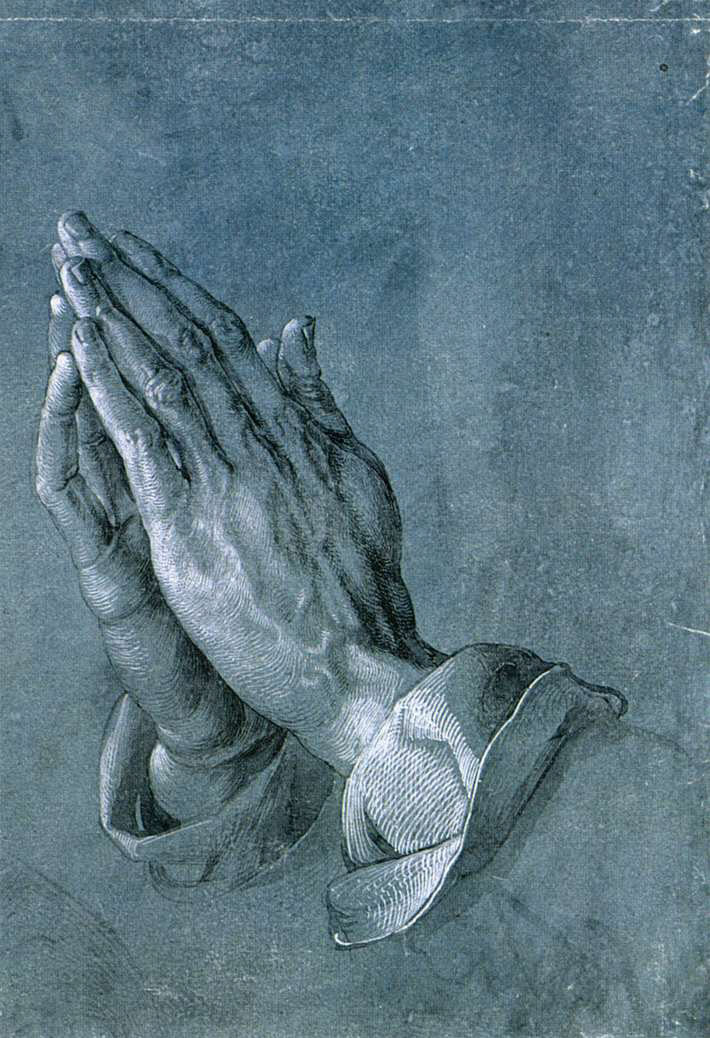
"Руки в молитві" гравюра Альбрехта Дюрера

|                                 | Багато наших молитов — молитви прохальні, і люди схильні думати, що прохання — це нижчий ступінь молитви; Краще слід дякувати, потім славосовити. Насправді ж саме подяка і хвала — вираз менш глибоких взаємин. На нашому рівні напіввіри легше підносити славослів'я або дякувати Богові, ніж довіряти Йому настільки, щоб просити Його про щось з вірою. Навіть люди напіввіри можуть звернутися до Бога з подякою, коли трапиться щось для них приємне; і бувають такі хвилини піднесеності, коли кожен здатний співати для Бога. Але набагато важче мати таку нероздільну віру, щоб просити Бога всім серцем і всіма помислами з повною довірою. Не треба дивитися зверхньо на прохальні молитви, тому що здатність приносити їх — це випробування реальності нашої віри. |
| — Антоній, митрополит Сурозький | |

|                           | Молитва - причина спасіння і безсмертя душі. Молитва є умертвіння думки про похоті плотського життя. Старанно молитись дорівнює вмирати для світу. Бо відректися від себе - значить терпляче перебувати в молитві. З цього випливає, що любов Божу можна відшукати в зреченні від своєї душі. |
| — Преподобний Ісаак Сирин | |

|                              | Результат молитви є те, що ми буваємо з Богом. А хто з Богом, той далекий від Його противника. |
| — Святитель Григорій Ніський |                                                                                                |

|                                 | Не Богу потрібні наші молитви! Він знає що ми потребуємо ще до того як ми щось попросимо, ... молитва необхідна нам: вона присвоює Бога в людині... Перед починанням всякої справи приносячи молитву Богу, нею залучайте благословення Боже на вчинки свої та нею судіть справи ваші: думки про молитву зупиняють від справ, противних заповідям Божим. |
| — Єпископ Ігнатій (Брянчанінов) | |

|                        | Молитва своєю силою перемагає єство |
| — св. Іван Золотоустий |                                     |

|                                                                                                | 194. Прилежная молитва есть погибель унынию; а память о последнем суде рождает усердие. |
| — "Ліствиця або Скрижалі духовні", Слово 26. О рассуждении помыслов и страстей, и добродетелей |                                                                                         |

## Плоди молитви

Lectio Divina (лат., буквально «божественне читання») — метод молитовної медитації над біблійними текстами.

Першими плодами молитви, за святителем Ігнатієм (Брянчаниновим) є увага і розчулення. Єпископ Ігнатій твердить: «Ці плоди появляються перш за всі інші від всякої правильно здійснюваної молитви, головним чином же від Молитви Ісусової, вправа якою вище псалмоспіву та іншого молитвослів'я. Від уваги породжується розчулення, і від розчулення поглиблюється увага. Вони посилюються породжуючи одна одну… Як і правдива молитва так і увага і розчулення є Божими дарами».
Відчуття присутності Божої теж є одним із плодів молитви. «Якщо у нас під час молитви чи читання Священного Писання пробуджується відчуття присутності Божої — це великий благодатний дар», пише архієпископ Павло. Говорять про теплоту сердечну і душевний мир як плоди молитви.
Святитель Григорій Нісський серед плодів молитви називає простоту, любов, смирення, терпіння і незлобивість. Тобто молитва поступово преображає людину, робить її подібною Богові.
Наскільки молитва несумісна з ненавистю чи неприязню до ближніх, настільки ж вона тісно пов'язана з любов'ю і співчуттям, які теж є її плодами. За словами преподобного Ісаака Сирина серце правдиво молячого запалюється любов'ю до всіх людей, навіть ворогів і єретиків, до всього Божого творіння.
Тобто молитва веде до повного преображення всієї людини, її кардинальній переміні до кращого. Це по суті і є головним плодом молитви. Єпископ Іларіон пише, що якщо людина молиться, але не стає кращою, коли вона вичитує канони та акафісти, але залишається холодною і кам'яносердою, це означає що її молитва ще не принесла належного плоду. Християнину необхідно тому завжди піклуватися, щоби все його життя відповідало молитві, тобто щоби воно стало непрестанним «ходінням перед Богом».

## Молитва у іншихавраамічних релігіях(іслам,юдаїзм)
Молитва в юдаїзмі, Шма — центральна молитва в юдаїзмі
Молитва в исламі: салят (намаз) — п'ятиразова щоденна обов'язкова молитва мусульман, один зі стовпів ісламу. В арабських країнах прийнято вживати слово салят, тоді як у Туреччині, Ірані, а також країнах СНД вживається тюркське слово намаз.
- фаджр — передроссвітня молитва;
- зухр — полуденна молитва;
- аср — післяполуднева молитва;
- магриб — закатна молитва;
- іша — нічная молитва.

## Молитва у дгармічних релігіях
У дгармічних релігіях — буддизмі та індуїзмі молитва здійснюється шляхом повторення святих імен Бога — джапи.
Мантра — священний звук чи гімн в йозі, індуїзмі та буддизмі, що вимагає точного відтворення звуків, його складових.

## Молитва у інших релігіях та міфах
Діалог Платона "Алкивіад Другий, або Про молитву"

## Молитва як літературний жанр
Дослідженню генези та еволюції молитви як літературного жанру присвячена наукова монографія «Молитва як літературний жанр: генеза та еволюція» (2008) українського вченого-філолога Ірини Даниленко.

## Молитва у мистецтві

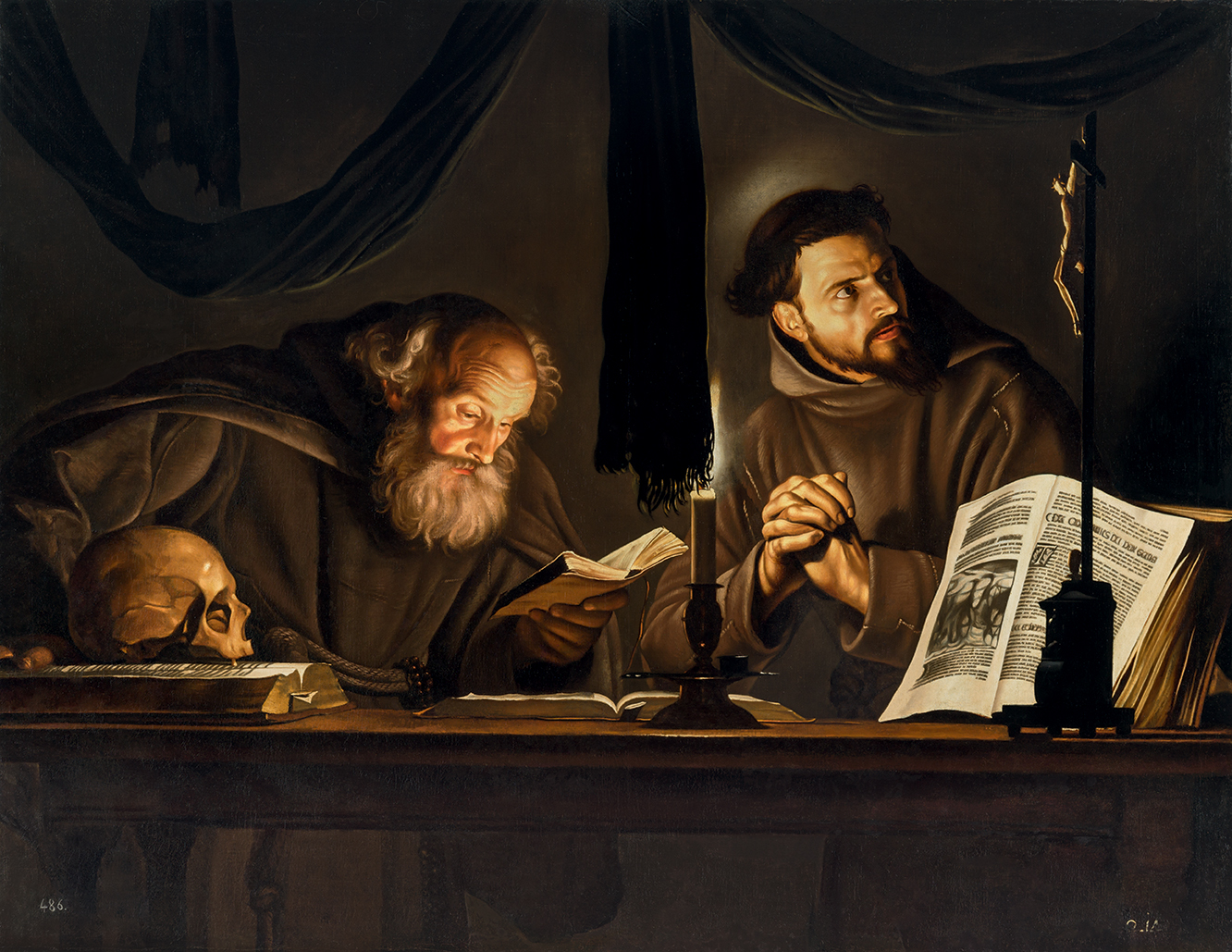
Saint Francis in Meditation with Brother Leo, ~1626 Адам де Костер
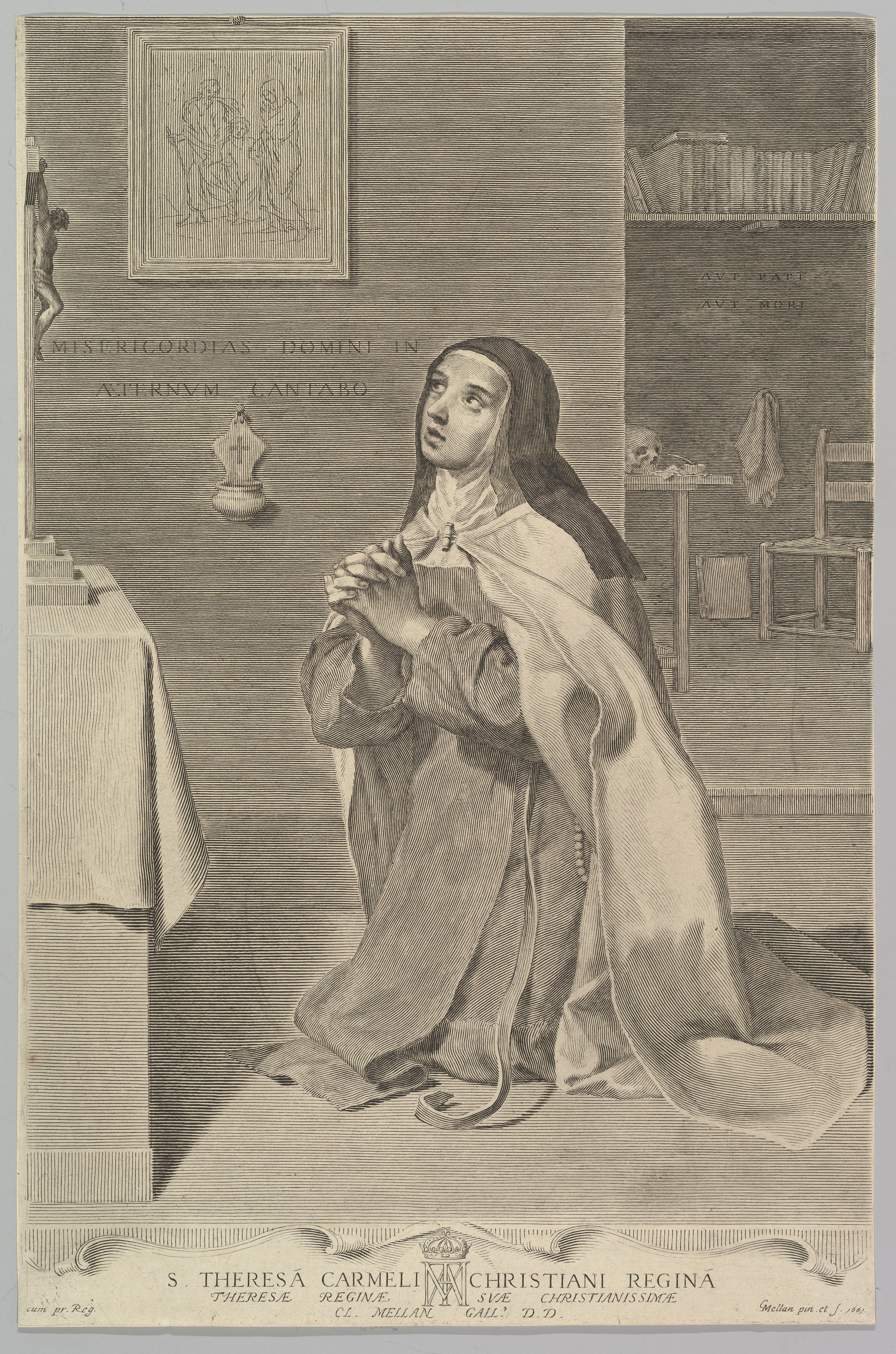
St. Theresa Kneeling in Prayer, ~1661 Клод Меллан
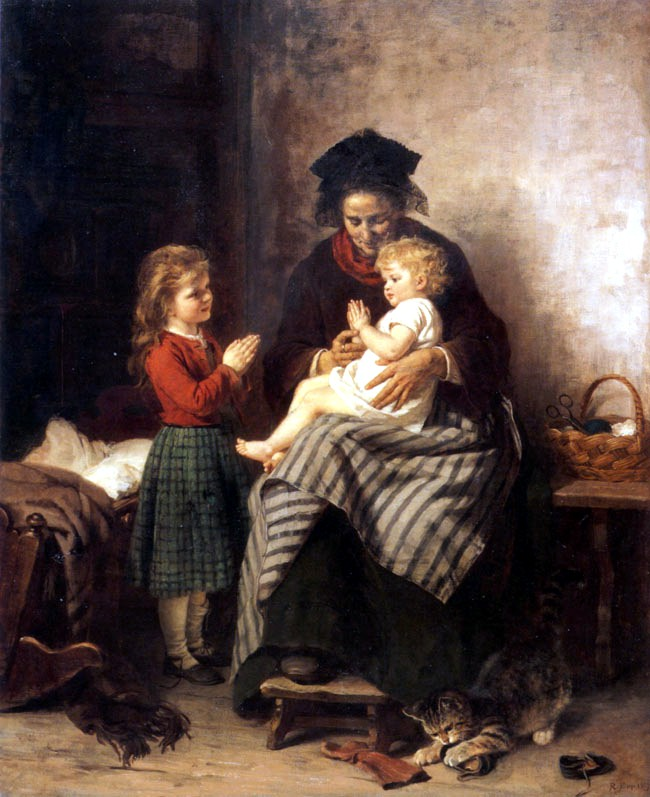
Ранішня молитва, 1879 Рудольф Епп
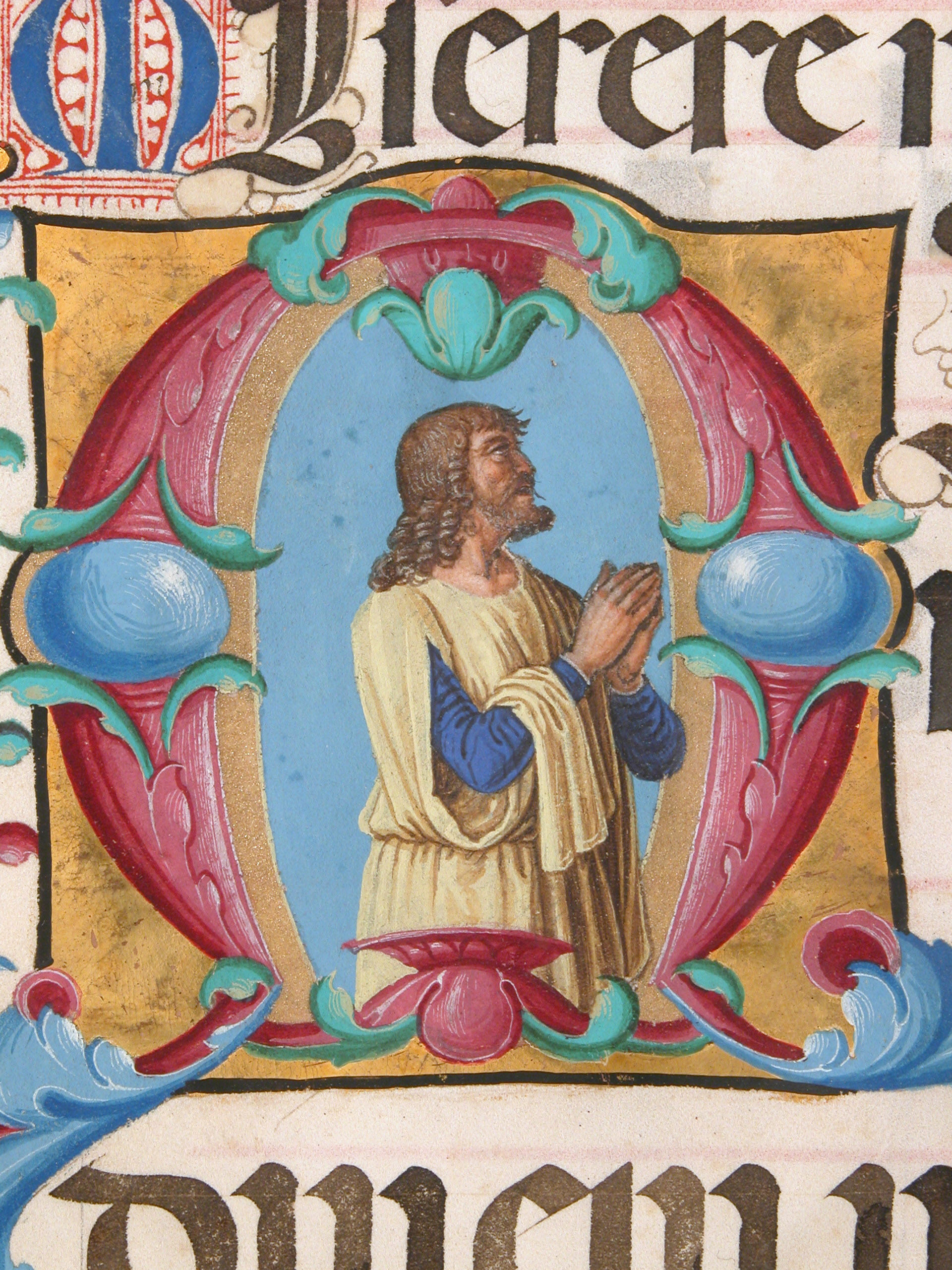
Цар Давид у молитві, 1501, Girolamo dai Libri[en]
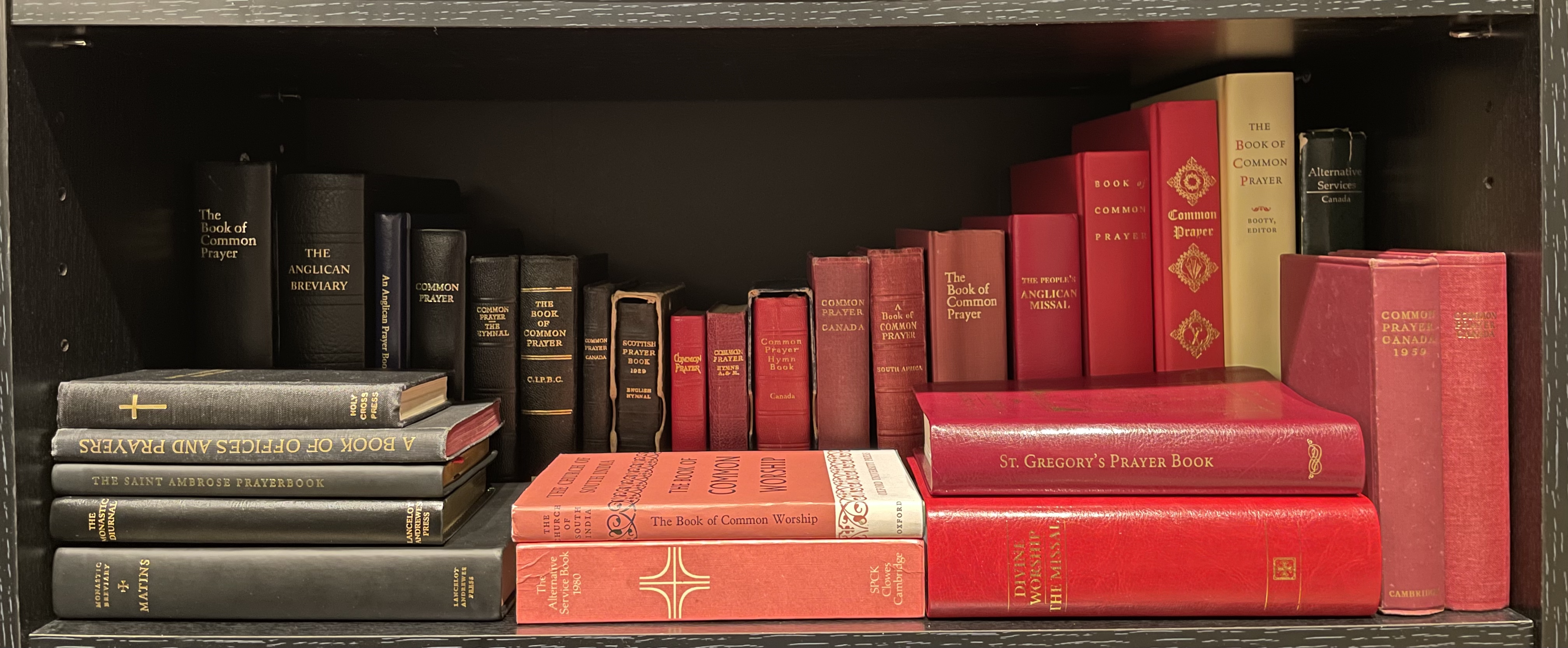
Колекція англіканських Книг спільних молитов
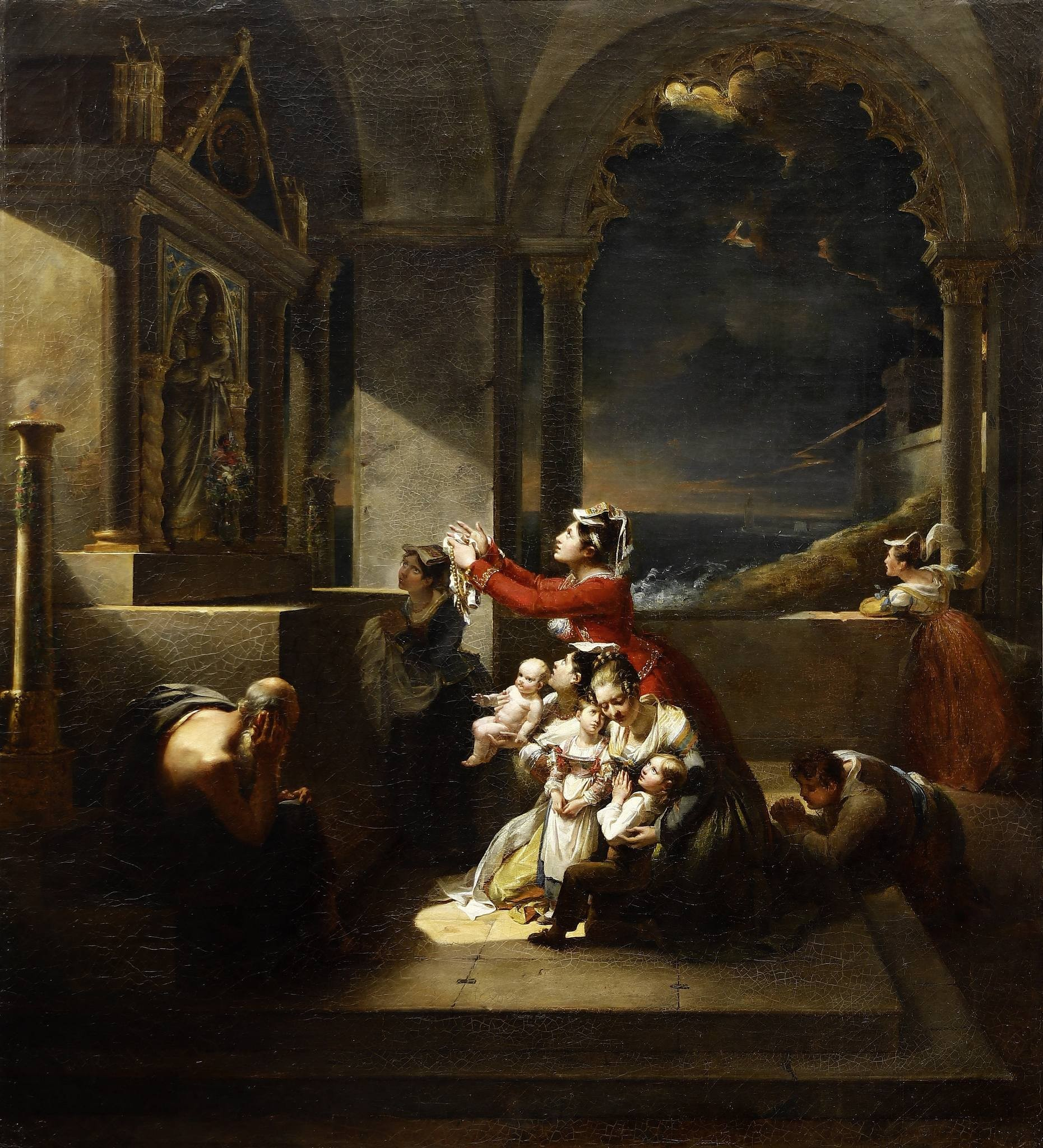
Клятви Богородиці під час грози, ~1817 Hortense Haudebourt-Lescot[en],
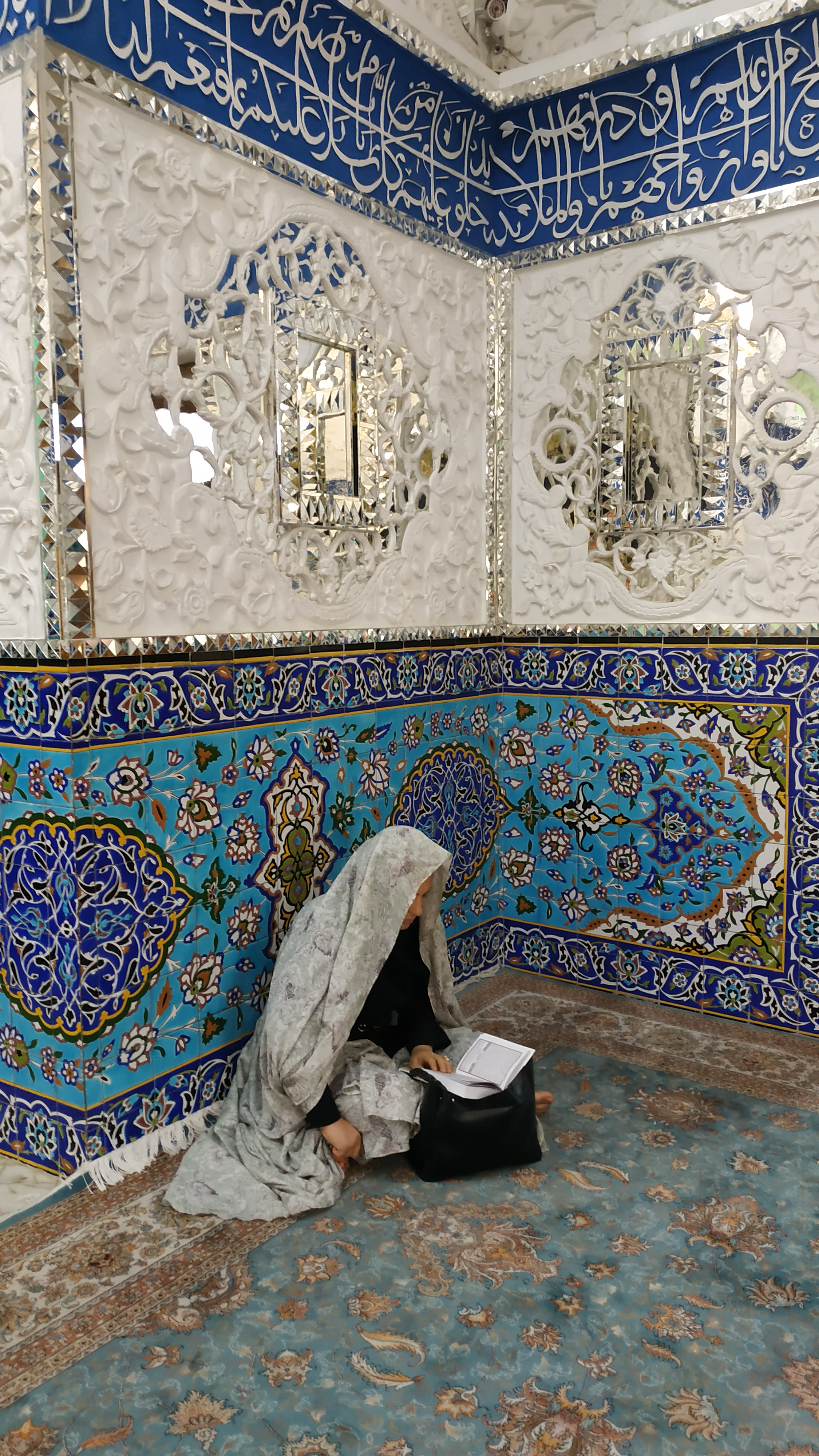
Жінка молиться в мечеті Казвіну, Іран
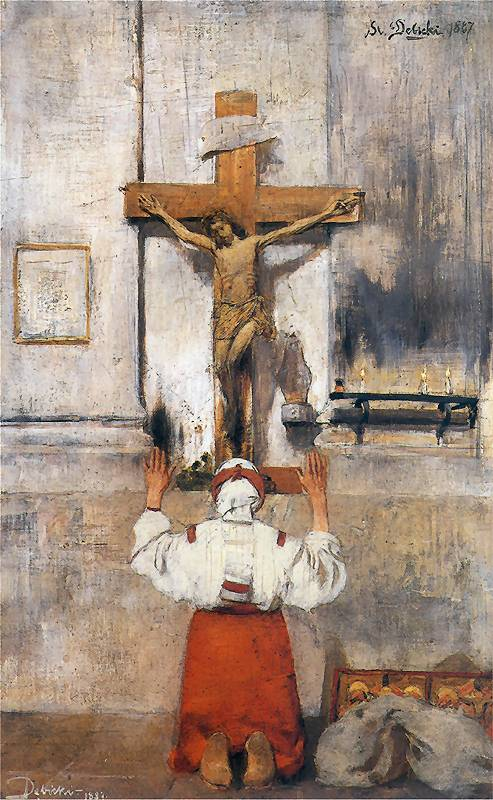
Молитва, 1887 Станіслав Дембіцький
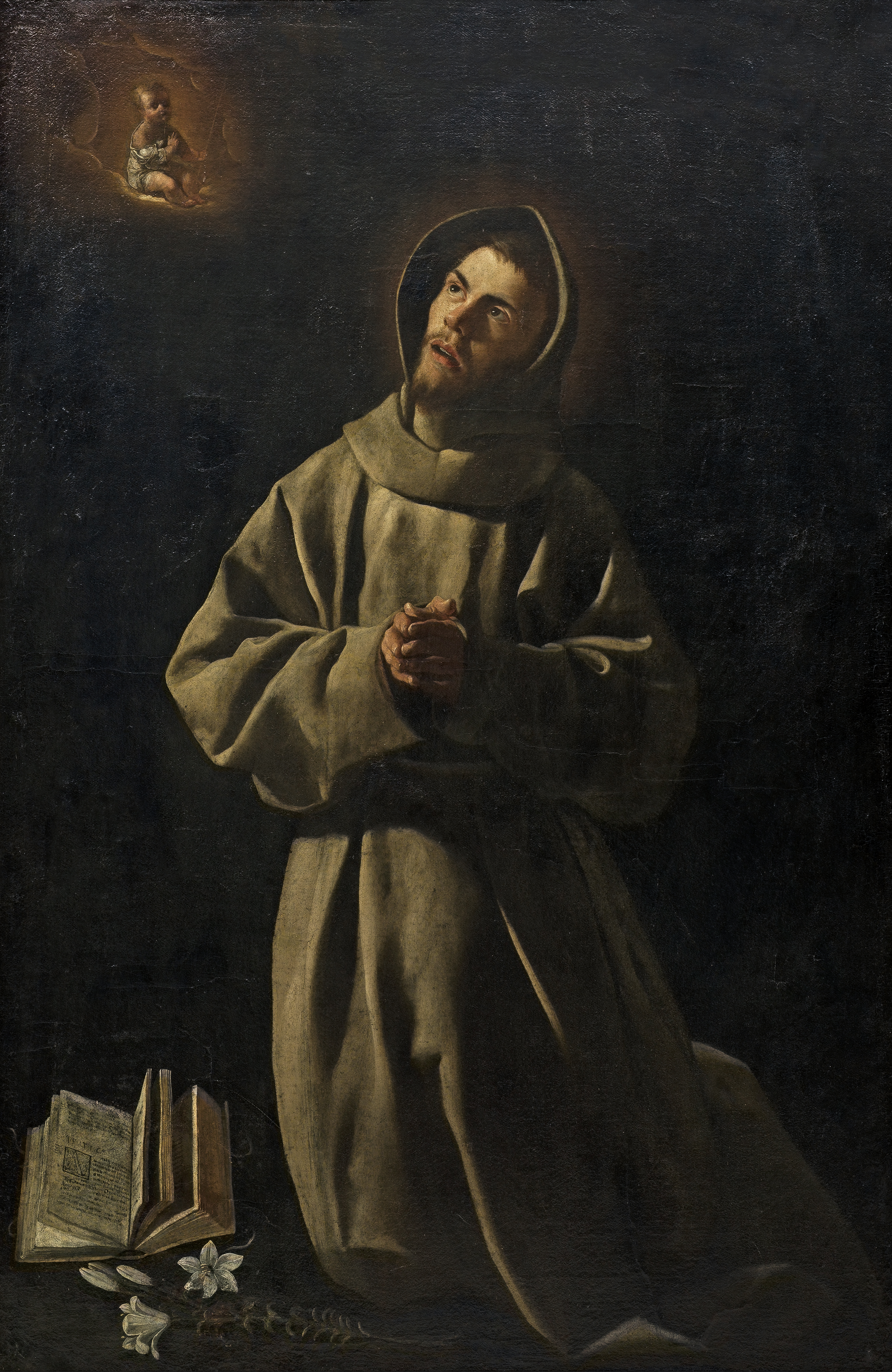
Явлення немовля Ісуса св. Антонію Падуанському, ~1630 Франсіско де Сурбаран
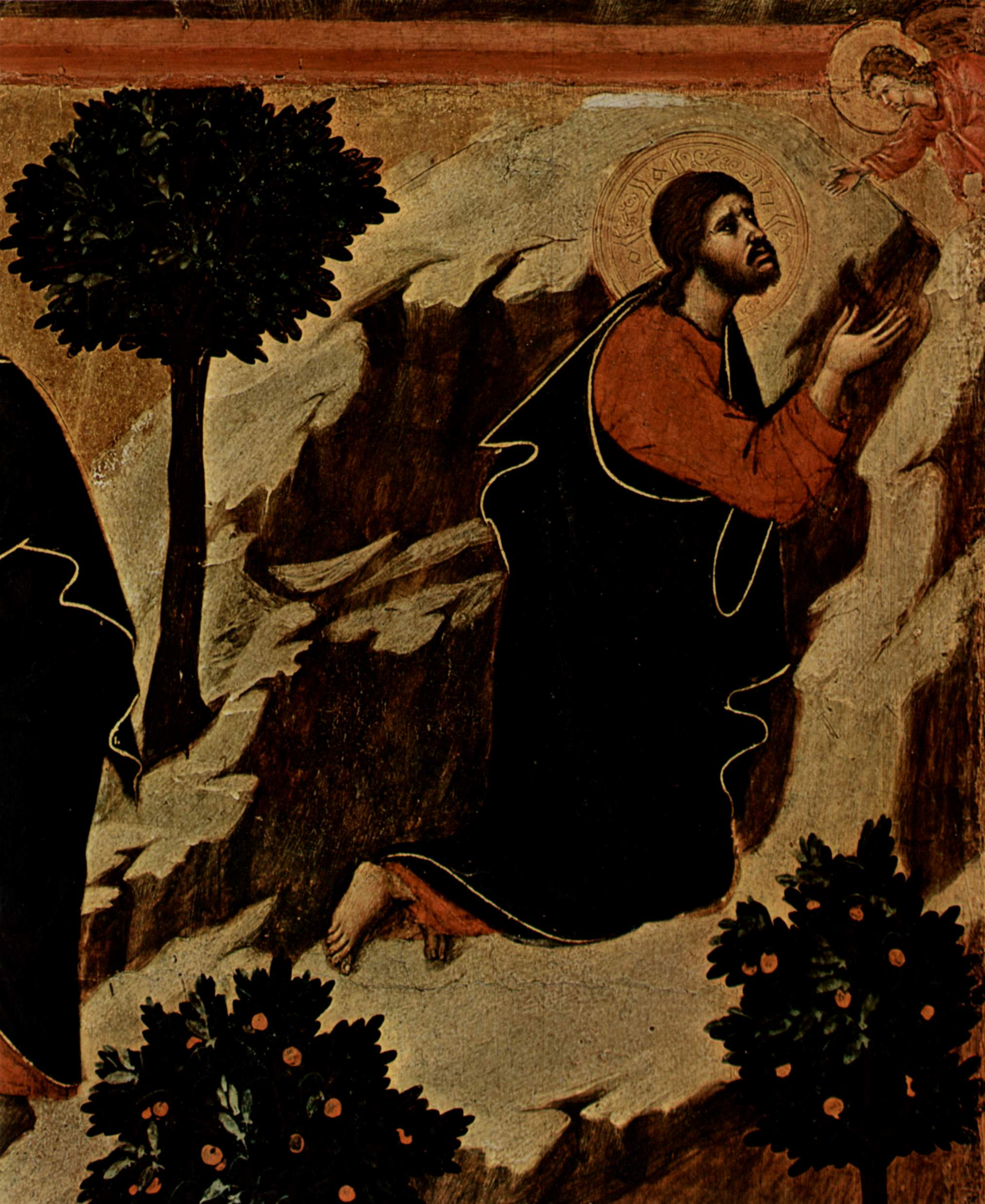
Гефсимáнска молитва[ru], 1308~1311 Дуччо
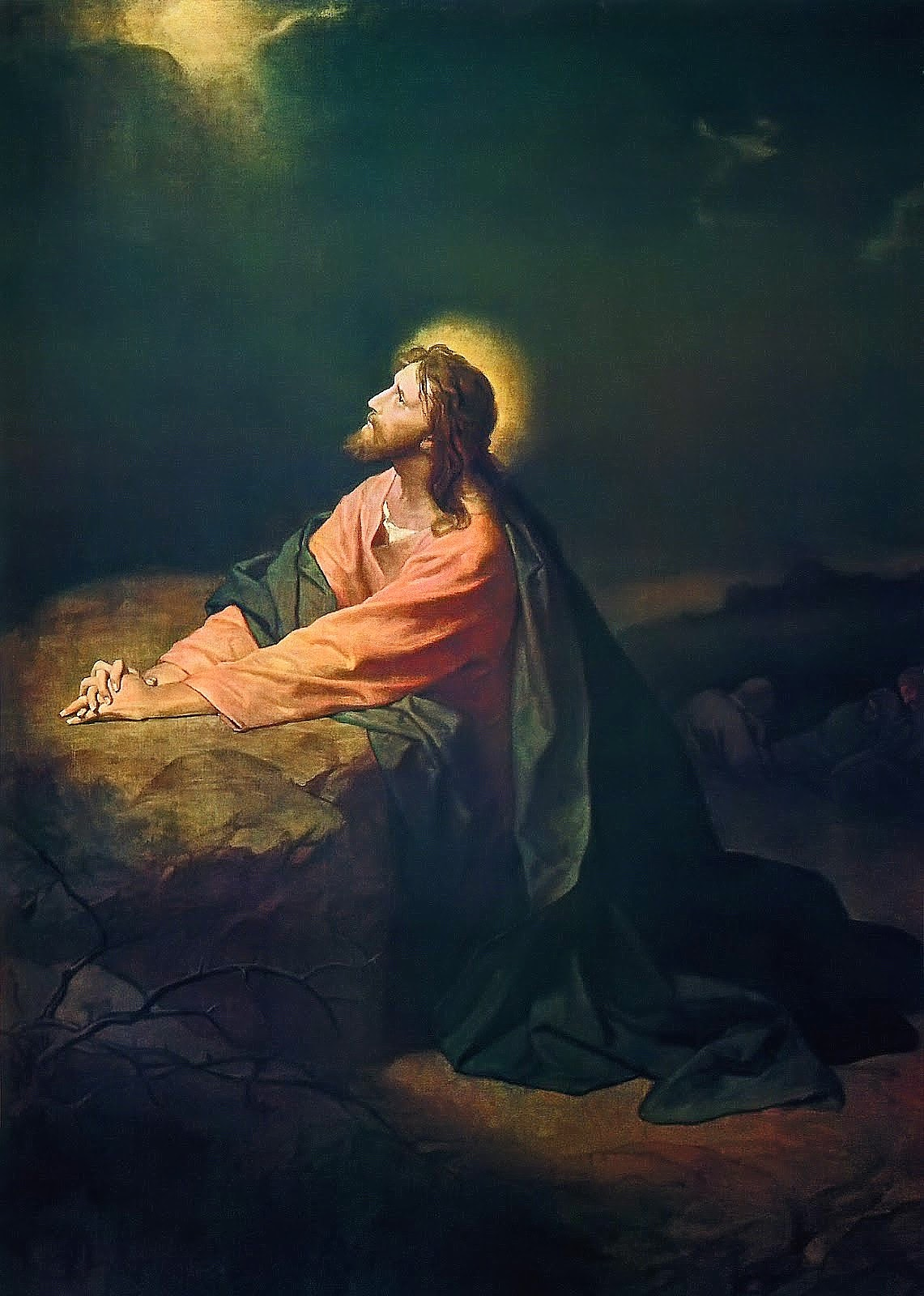
Гефсимáнска молитва[ru],1866 Heinrich Hofmann[en]
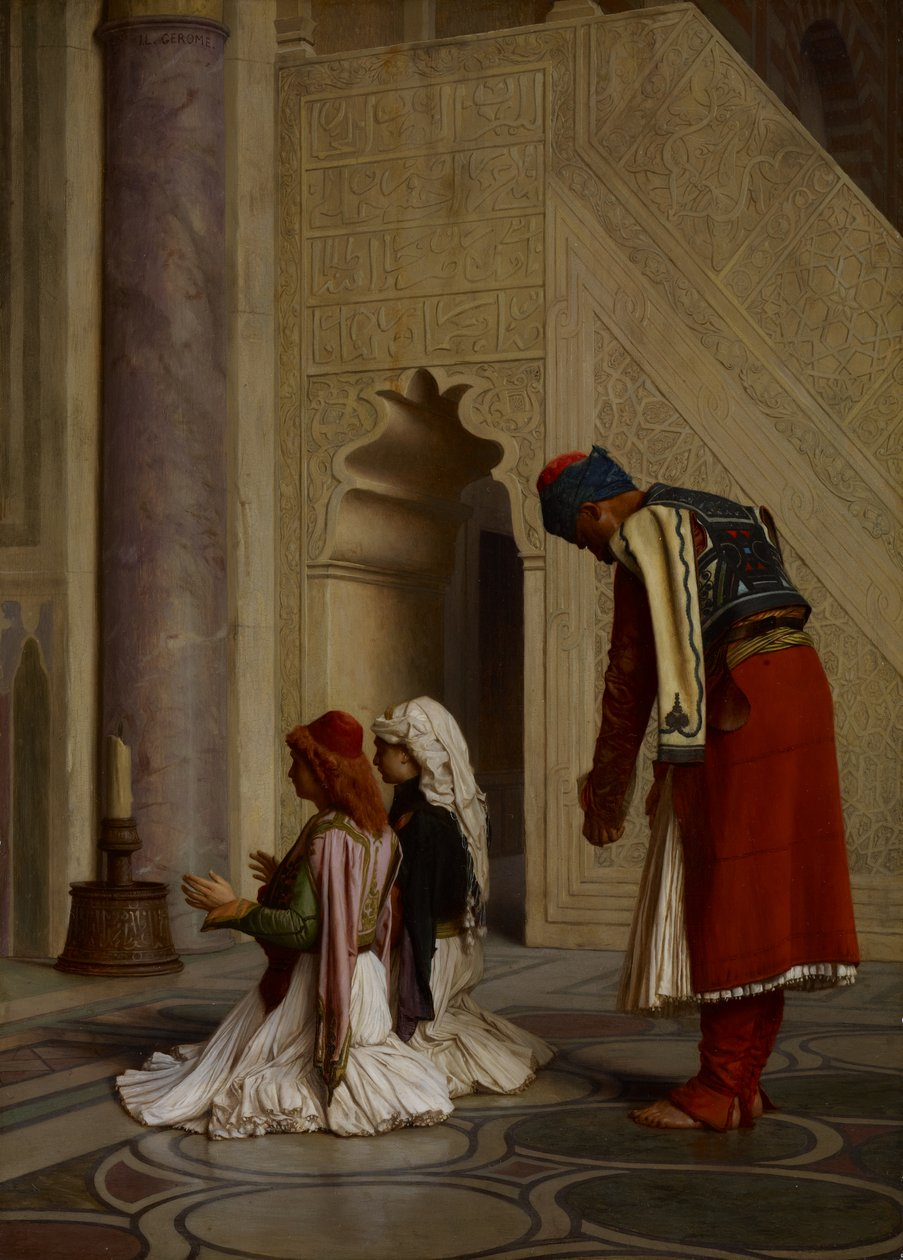
Young Greeks at the Mosque, 1865 Жан-Леон Жером
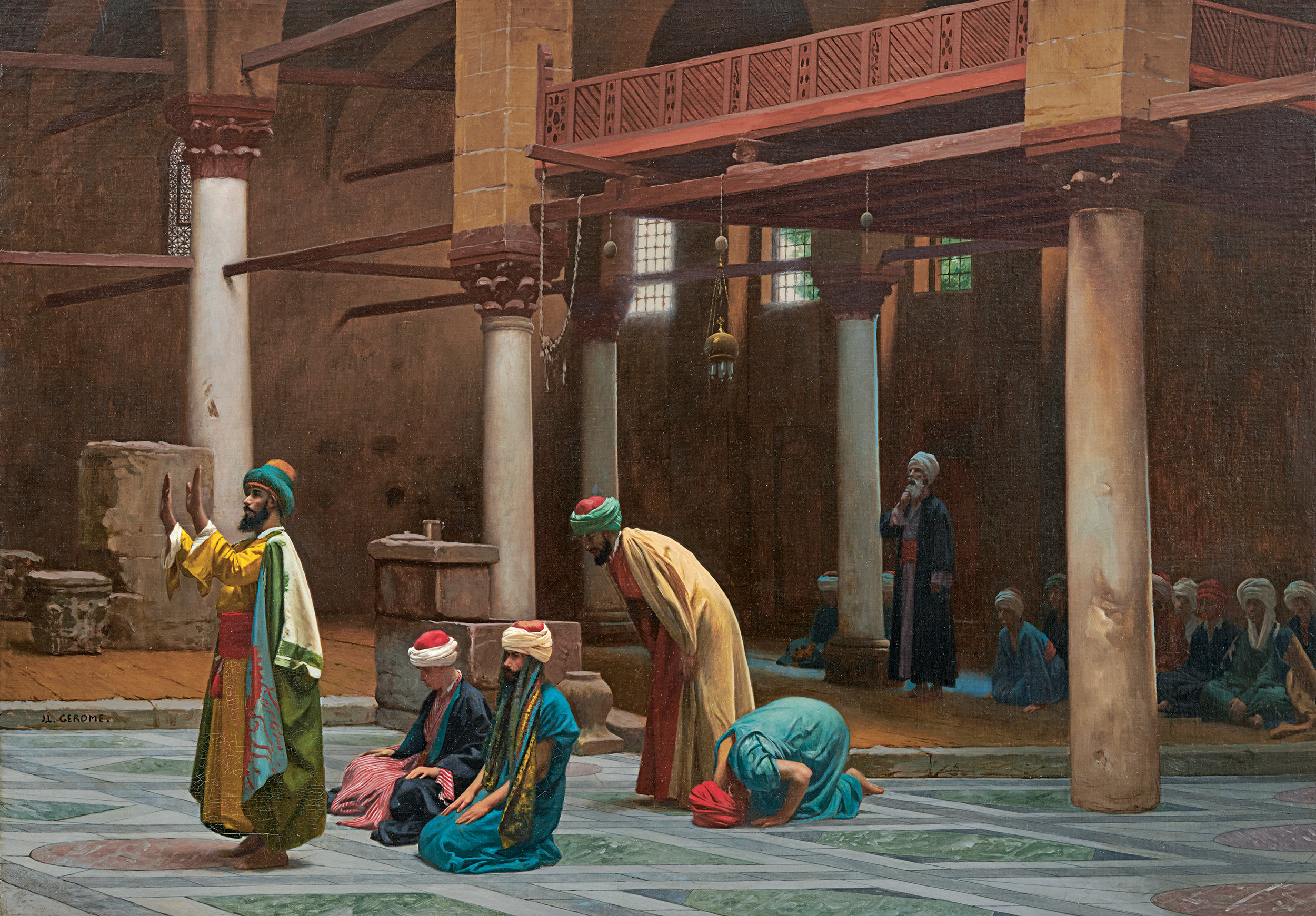
Молитва [мусульман] в Москві, 1892 Жан-Леон Жером
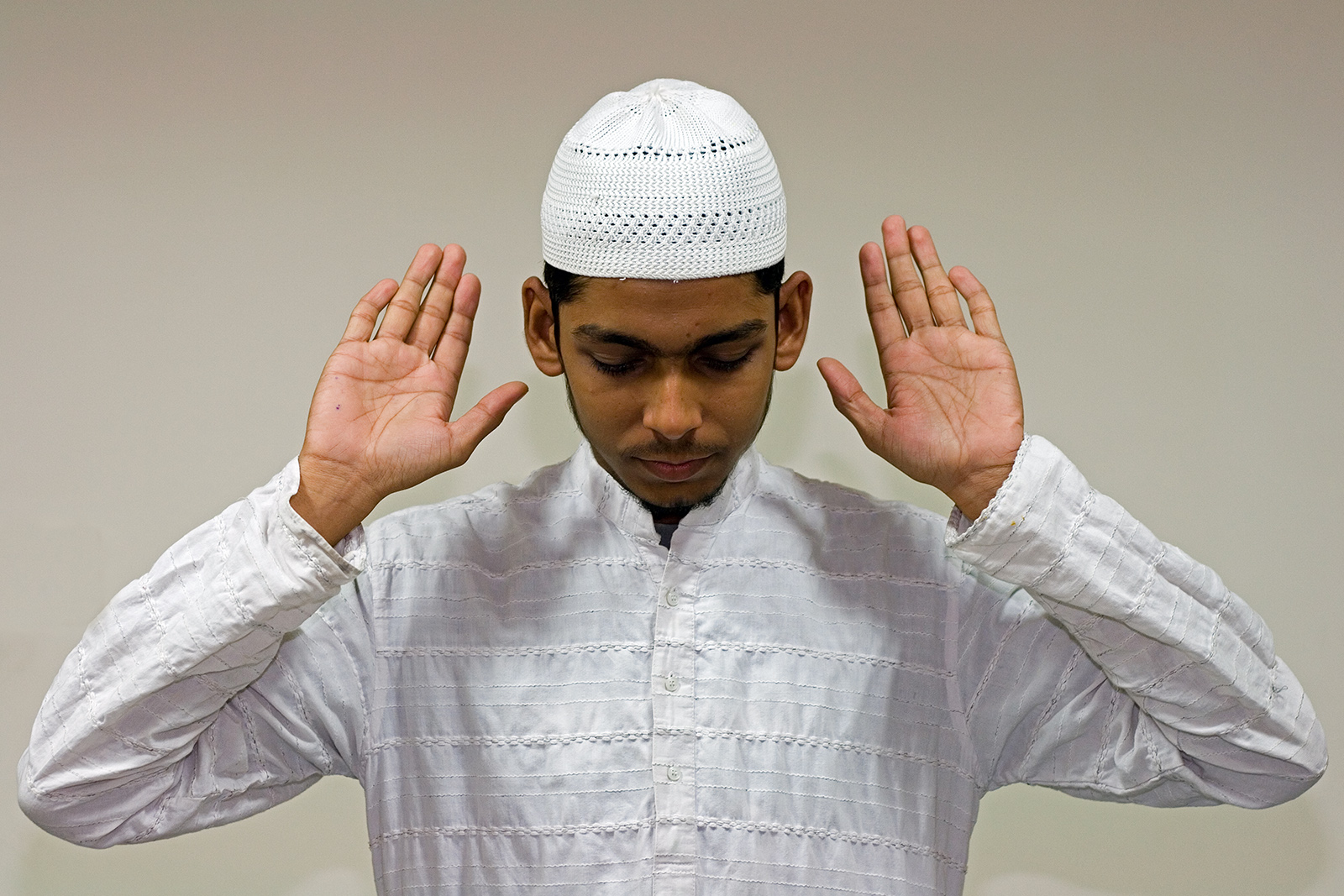
Мусульманин піднімає руки в такбірі, знаменуючи початок молитви
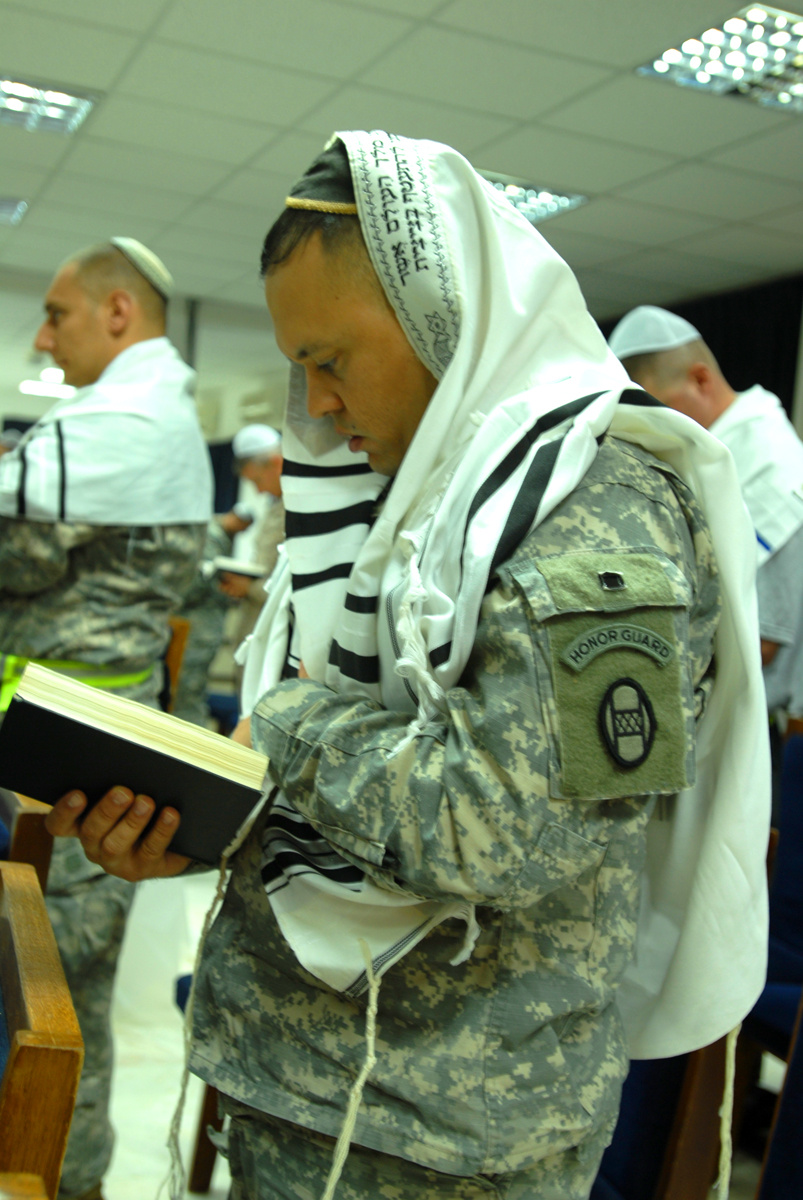
Американський військовий-іудей молиться в кіпі та таліт (молитовній шалі) в Іраку 18.09 (Рош Ха-Шана).
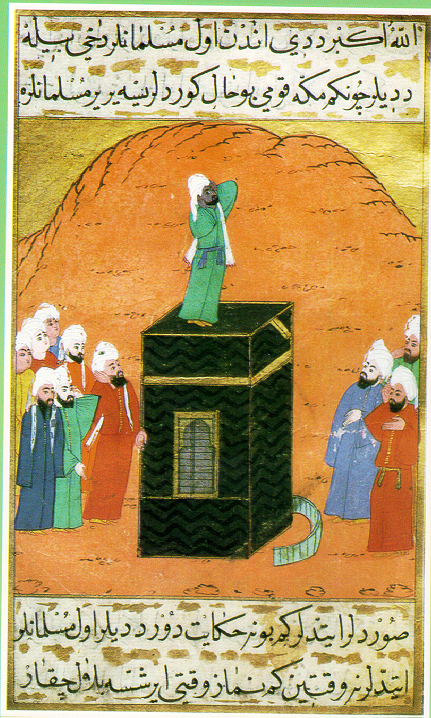
Муедзи́н, також азанчі́, муна́ді, біля́л (мусульм.) — служитель при мечеті, який з мінарету в певний час закликає віруючих до молитви, читаючи Аза́н (заклик на молитву)
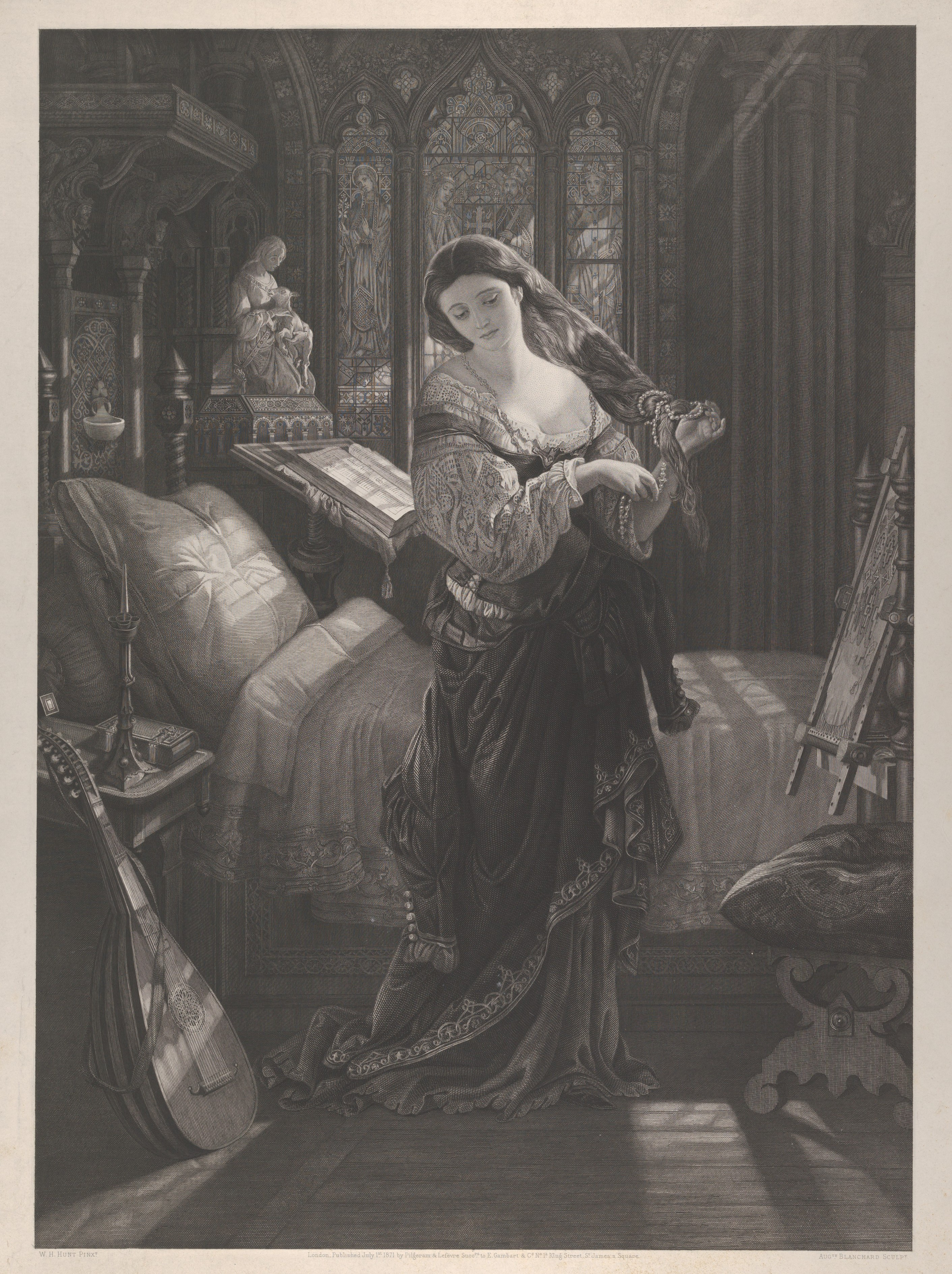
Madeline after Prayer, 1871 (from John Keats, The Eve of St. Agnes, stanza XIX, lines 4-5)
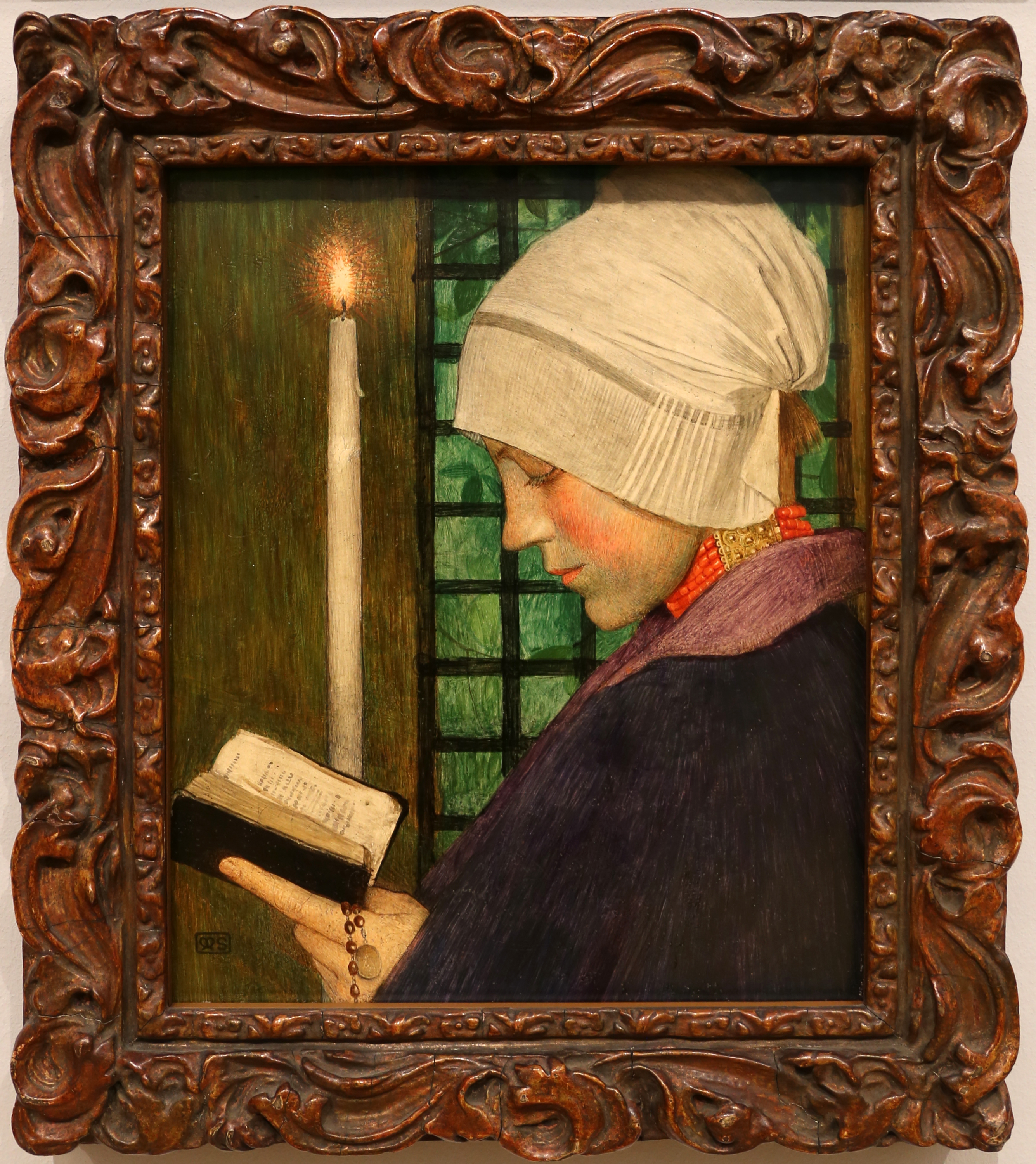
Candelora, 1901 Marianne Stokes[en]
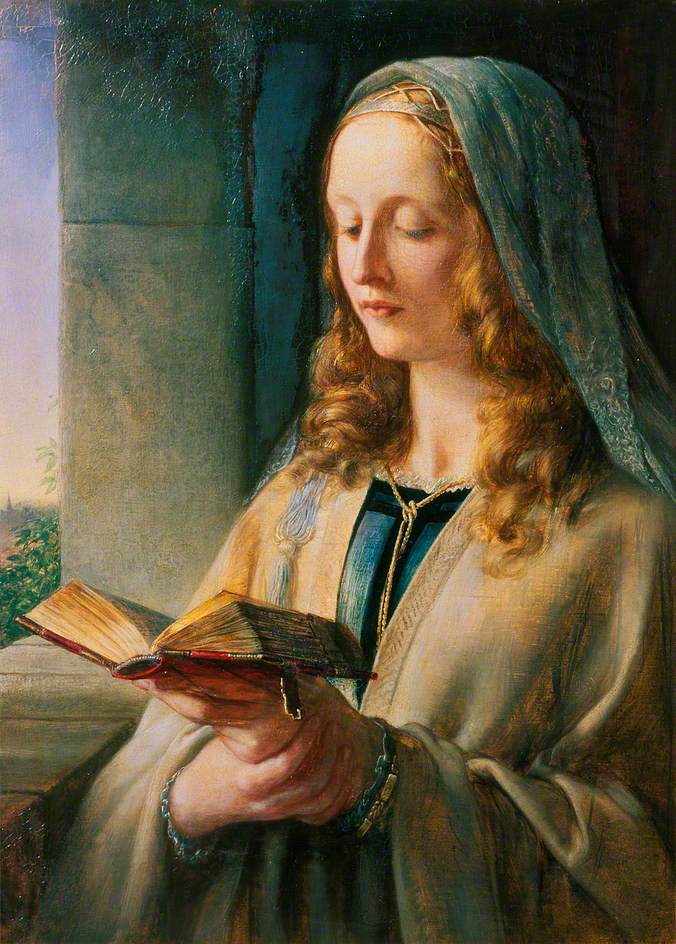
Дівоча молитва, 1847 Charles West Cope[en]
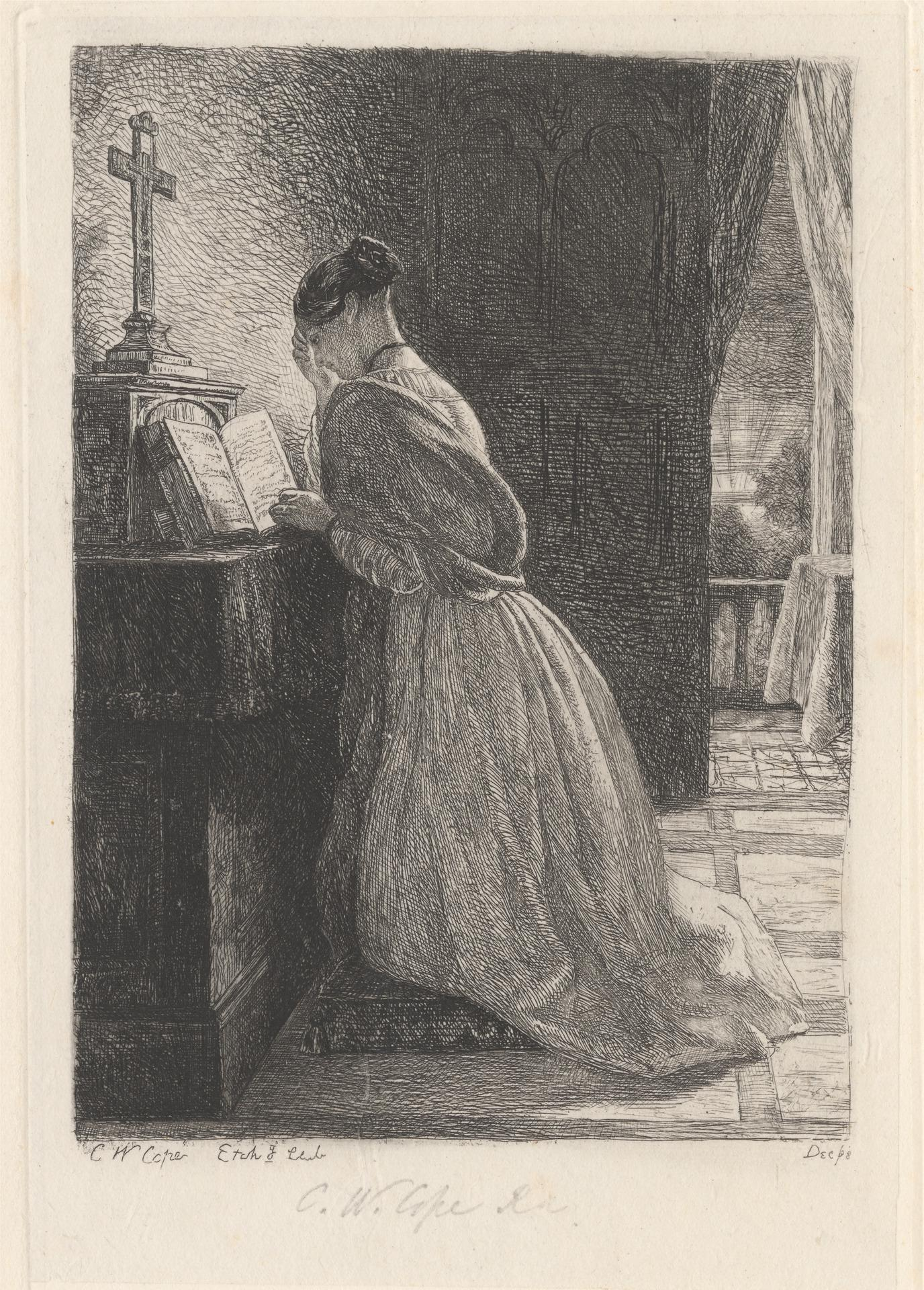
Ранкова молитва, 1844 Charles West Cope[en]
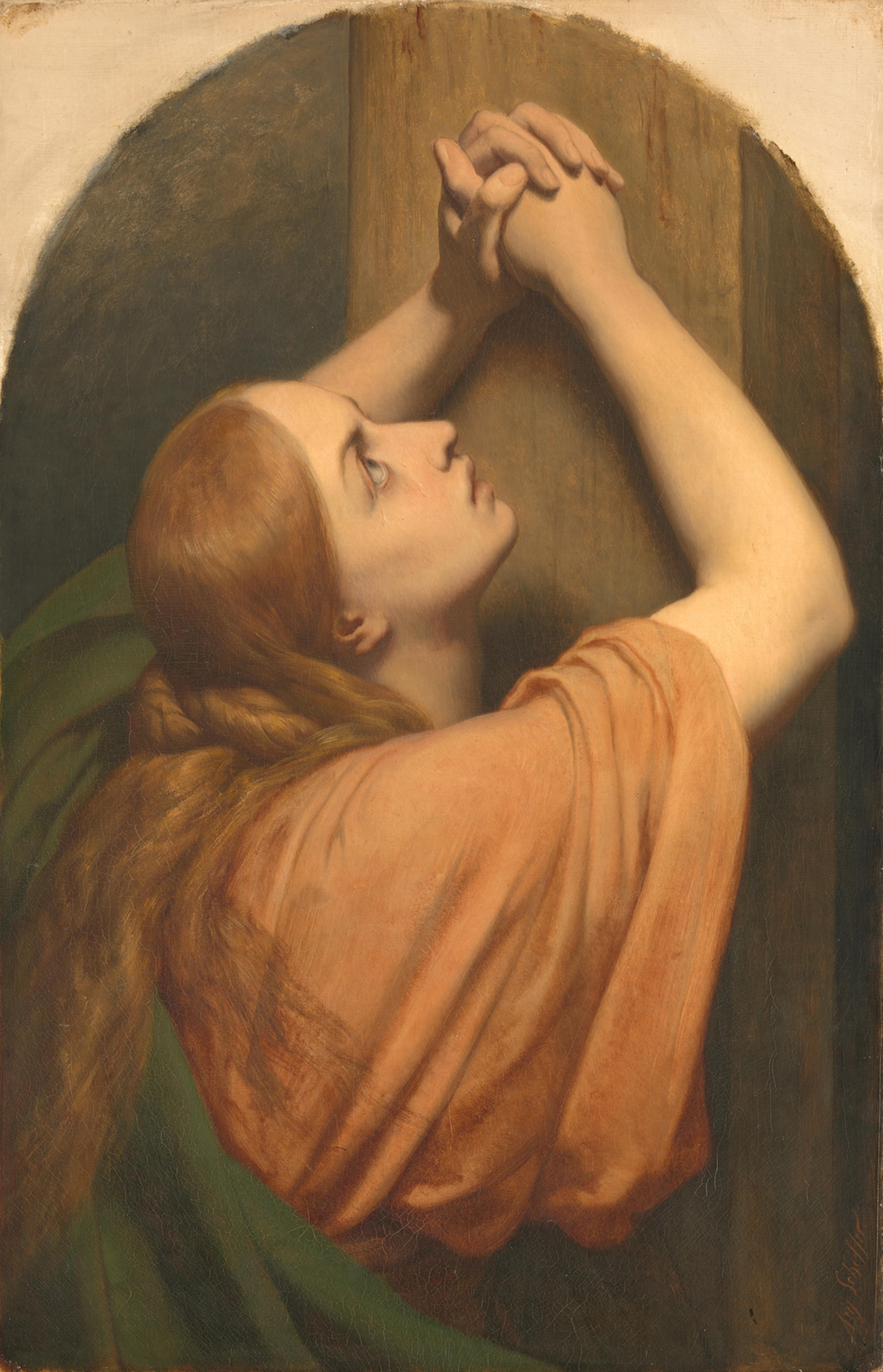
Марія Магдалина в молитві, 1815~1847 Арі Шеффер
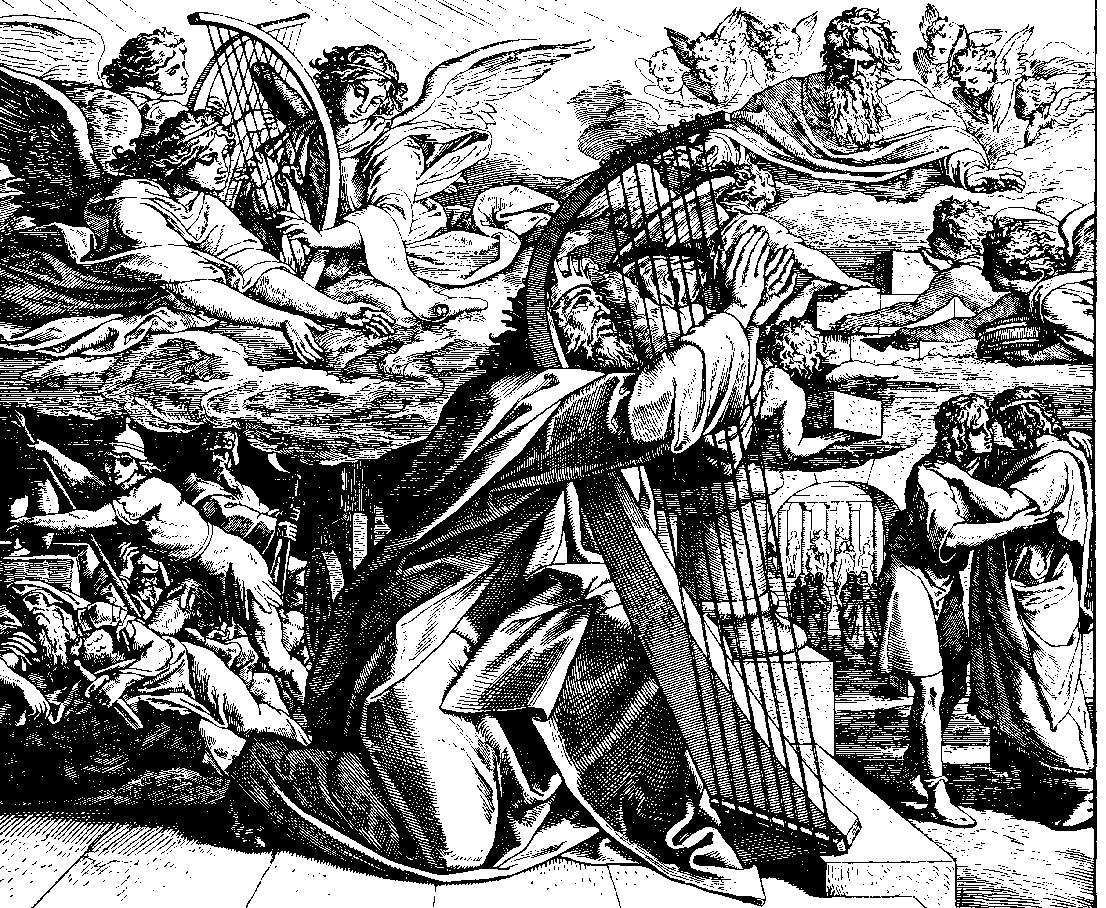
Ксилография Царя Давида із «Біблії в малюнках», 1860. Юліус Шнор фон Каролсфельд

## Молитва як знаряддя духовної боротьби
The Spiritual Combat (1589, Венеція) — одна з небагатьох доступних широкому загалу книг на тему систематизованої духовної боротьби із пристрастями (спокусами). Вперше з'явилась в 1589 році у Венеції, було до кінця XVI століття перекладено на багато європейських мов; з виданого в 1872 році у Варшаві видання, в 1787 році воно було переведено студентом медичного факультету Московського університету Іваном Андріївським (Брань духовна, або Наука про досконалу перемогу самого себе. - М.: Тип. Комп. типогр., 1787. - 254 с. .). На початку XIX століття вона з'явилася в перекладі з французької мови («Le Combat Spirituel») А. Ф. Лабзіна : Лайка духовна або наука перемагати свої пристрасті і тріумфувати над пороками. - Спб., Морськ. тип., 1816. - 254 с. (див. Гліннікова С. В. Книга у духовному розвитку та політичній діяльності декабриста А. Н. Муравйова: дисертація: 05.25.04. - М., 2000. - 203 с.); на початку XX століття: Лайка духовна, або Наука перемагати пристрасті свої та тріумфувати над пороками: Пер. із фр. перекладу / О. Лаврентій ( sic! ) скуполі. - Санкт-Петербург: тип. М. М. Стасюлевича, 1914. - 217 с.; А. Мень у Бібліологічному словнику вказав, що на грецьку цей твір було перекладено Никодимом Святогорцем («Брань духовна») і послужило джерелом іншого, найвідомішого нині перекладу твору російською мовою — святителем Феофана Затворинка.